# Şamaxı FK
Şamaxı FK is een Azerbeidzjaanse voetbalclub uit Keşlə, Bakoe.
De club speelt zijn thuiswedstrijden in het Shafa Stadion dat een totale capaciteit heeft van 8.500 zitplaatsen. De club werd in 1997 opgericht als Khazar Universitesi Bakoe en nam in 2004 de naam Inter Bakoe aan. Sinds 2000 speelt de club in de hoogste klasse en werd daar 4de in 2004 en 2006. In 2008 werd de club voor de eerste keer in haar geschiedenis landskampioen. In 2010 werd Inter opnieuw landskampioen. In oktober 2017 werd de naam Keşlə FK aangenomen. In 2022 werd de huidige naam aangenomen. 

## Geschiedenis

### Erelijst
- Landskampioen

2008, 2010
- GOS beker

2011
- Azerbeidzjaanse voetbalbeker

2018, 2021

## In Europa
Keşlə FK speelt sinds 2004 in diverse Europese competities. Hieronder staan de competities en in welke seizoenen de club deelnam:
- Champions League (2x)

2008/09, 2010/11
- Europa League (8x)

2009/10, 2012/13, 2013/14, 2014/15, 2015/16, 2017/18, 2018/19, 2020/21
- Conference League (1x)

2021/22
- Intertoto Cup (1x)

2004

## Bekende (oud-)spelers
- Zija Azizov
- Alexander Christovão
- Ruben Schaken